# 島津国久
島津 国久（しまづ くにひさ）は、戦国時代の武将。薩摩国島津氏の分家・薩州家2代当主。
嘉吉2年（1442年）、薩州家初代当主・島津用久の長子として誕生。
島津宗家11代当主・島津忠昌と対立し、所領の出水で叛旗を翻す。国久は大隅国の国分方面に侵攻したが、忠昌が救援に出向いたため撤退。手薄になった加世田を占領する。同時期に国久に応じるように豊州家の島津季久・相州家の島津友久が反乱を起こす。友久は鎮圧され季久も降伏するが、国久は出水で勢力を保っていた。
文明16年（1484年）、伊作氏の伊作久逸が忠昌に背き鹿児島に侵攻すると、忠昌に従い鹿児島の守備についている。また季久の子で豊州家2代当主・忠廉が久逸と時を同じくして反乱を起こすとこれを説得。味方につけて共に久逸を攻撃、久逸の反乱を治めている。こうして一種の半独立状態にあった薩州家だったが、明応7年（1498年）、国久が没すると跡目を巡り御家騒動が勃発。各分家を巻き込む騒乱となった。